# Fanthamia ornatipennis
Fanthamia ornatipennis är en tvåvingeart som först beskrevs av Meillon 1939.  Fanthamia ornatipennis ingår i släktet Fanthamia och familjen svidknott. Inga underarter finns listade i Catalogue of Life.